# Super Strikes
Super Strikes war ein Sammelkartenspiel, das von Panini zur Champions-League-Saison 2009/10 herausgegeben wurde. Anschließend wurde es von Adrenalyn XL abgelöst.

## Angebot
Für die Sammelkarten gab es eine Sammelmappe und ein Spielfeld, die zusammen mit einer Spielanleitung in einem Starterpack verkauft wurden. Ebenfalls gab es eine Blechdose, in der mehrere Karten waren. Die Sammelkarten wurden in einer Tüte, in der sechs Karten enthalten sind, zu einem Preis von einem Euro pro Stück verkauft.

## Verschiedene Karten
Super Strikes bot zu jeder teilnehmenden Mannschaft Karten an. Die Anzahl der Karten pro Mannschaft variierte je nachdem, wie gut das Team zu dem Zeitpunkt war. Zudem bot es Sonderkarten an, diese waren Star-Spieler, Goal Stopper, Fan-Favoriten, zahlreiche Limited Editions sowie Champions. Für die Champions-League-Saison gab es auch ein Update, das 150 Karten beinhaltete.